# Acacia melleodora
Acacia melleodora är en ärtväxtart som beskrevs av Leslie Pedley. Acacia melleodora ingår i släktet akacior, och familjen ärtväxter. Inga underarter finns listade i Catalogue of Life.

## Bildgalleri

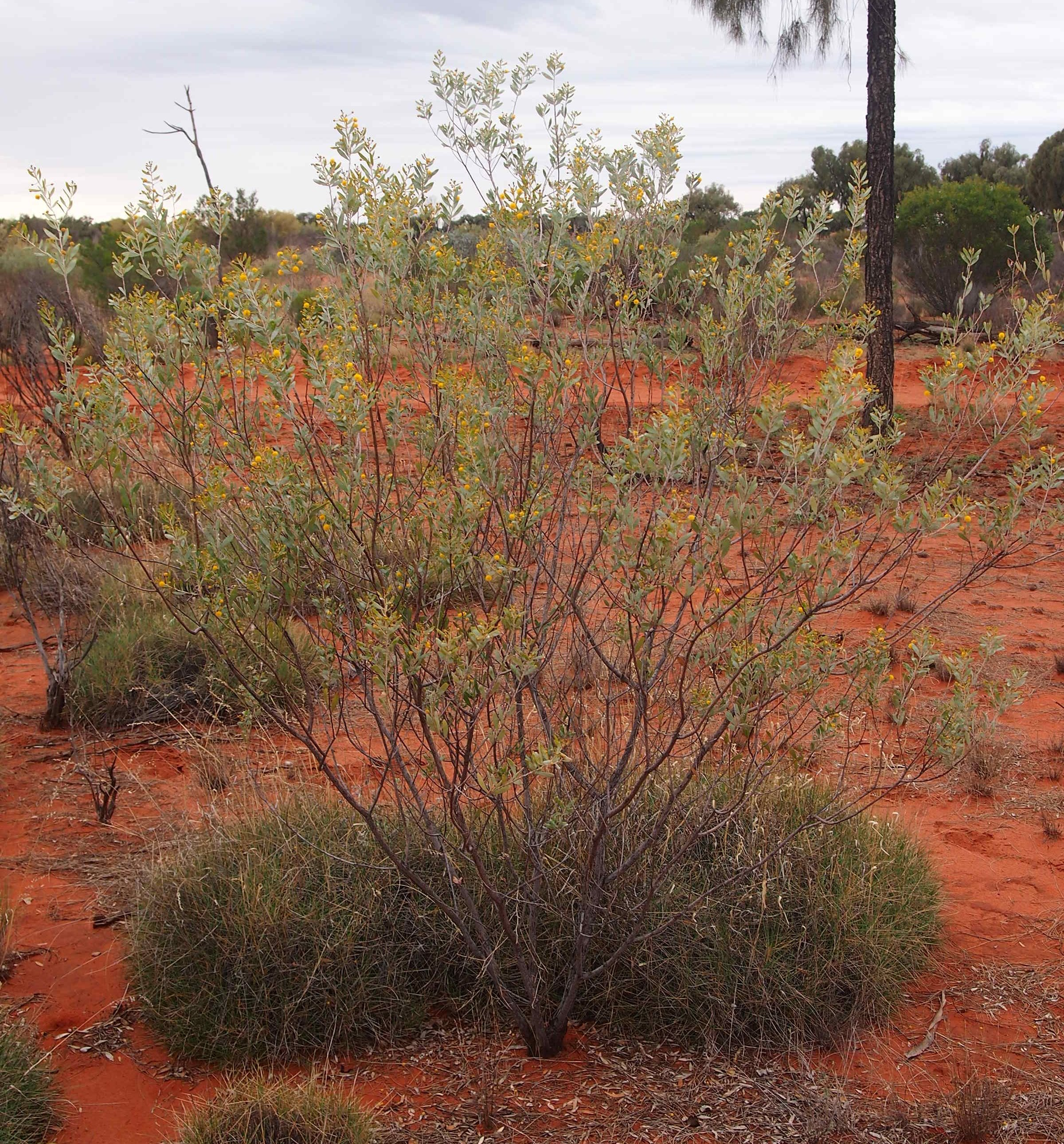